# Hugues Aubriot
Hugues Aubriot (* um 1315; † um 1388) war ein französischer Jurist und Vogt.

## Leben und Wirken
Aubriot stammte aus einer Geldwechslerfamilie in Dijon. 1341 war er Staatsanwalt des Herzogs von Burgund, 1360 dann herzoglicher Vogt („Bailli“) von Dijon. Am 3. Dezember 1367 wurde er Prévôt de Paris, 1375 zum Ritter geschlagen.
Aubriot organisierte die königliche Verwaltung in der Hauptstadt, trieb die Stadtentwicklung und -verteidigung voran: er ließ Abwasserkanäle bauen, begann mit der Erweiterung der Stadtmauer und der „Bastide Saint-Antoine“ (die spätere Bastille). Des Weiteren ergriff er energische Maßnahmen zur Aufrechterhaltung der öffentlichen Ordnung, darunter übertriebene Anordnungen bezüglich der Gaststätten und der Prostitution.
Vom Volk wurde er anerkannt, da er weniger die Kaufleute förderte und auch der Universität widersprach, wurde aber im Gegenzug unbeliebt bei den Intellektuellen aufgrund seiner ständigen Feindseligkeit den Studenten gegenüber. Er wurde fortwährend von König Karl V. unterstützt, verlor aber die Unterstützung der Herrschenden während der Regierung der Herzöge (1380–1388): er wurde verhaftet und 1381 wegen Häresie zu lebenslanger Haft verurteilt.
Durch den Aufstand der Maillotins im März 1382 befreit, floh er aus der Stadt. Er suchte Schutz in Avignon, wo Papst Clemens VII. ihn 1383 rehabilitierte.